# Građanski nogometni klub Dinamo Zagreb
Il Građanski nogometni klub Dinamo Zagreb, noto in Italia come Dinamo Zagabria e in passato con il nome di Croatia Zagreb (it. Croazia Zagabria), è una società calcistica croata con sede nella capitale, Zagabria, dove fu fondata nel 1945. Milita nella Hrvatska nogometna liga, la massima divisione del campionato croato di calcio, e disputa le gare interne allo stadio Maksimir della capitale croata.
Con 60 trofei ufficiali è il club croato più decorato, potendo vantare 25 titoli nazionali, 17 Coppe di Croazia e 8 Supercoppe di Croazia. Nel suo palmarès figurano anche 4 campionati jugoslavi e 7 Coppe di Jugoslavia, mentre a livello internazionale il club si è aggiudicato una Coppa delle Fiere (1966-1967) e una Coppa dei Balcani (1976).

## Storia

### Il Građanski Zagreb

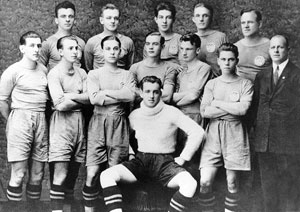
Il nel 1926.

Ultimo stemma del HŠK Građanski Zagreb, in uso fino allo scioglimento del 1945

Il club viene fondato il 26 aprile 1911 come Građanski Zagabria, vince il primo campionato jugoslavo del 1923 e ottiene cinque successi in totale prima dello scoppio della seconda guerra mondiale. Altre due squadre di Zagabria, il Concordia e l'HAŠK, riescono invece a riportare rispettivamente una e due vittorie nel torneo.

### Il periodo socialista
Il 9 giugno 1945 il governo comunista rinomina il Građanski in Dinamo: il club riparte con giocatori quali Franjo Wölfl, Mirko Kokotović, August Lešnik, Zvonimir Cimermančić, Branko Pleše, Milan Antolković, Ivan Jazbinšek e Željko Čajkovski, mentre l'allenatore è Márton Bukovi. Il terreno di gioco continua ad essere lo Stadion Koturaška, ma poco dopo avviene il trasferimento nell'odierno Maksimir, che in precedenza era invece utilizzato dall'HAŠK.
La squadra conquista subito il titolo nel 1947-1948, presto seguito da altri due, nel 1953-1954 e nel 1957-1958, quando in rosa ci sono anche Dražan Jerković e Ivica Horvat; l'anno seguente debutta in Coppa dei Campioni, ma passa il Dukla Praga. Va tuttavia meglio nella Coppa delle Coppe 1960-1961: la Dinamo viene battuta dalla Fiorentina, che vincerà la coppa, solo in semifinale. Nella Coppa delle Fiere 1962-1963 si registra invece l'approdo alla prima finale europea, che viene però vinta dal Valencia
La conquista del primo trofeo internazionale non tarda comunque molto ad arrivare: nell'edizione 1966-1967 della stessa competizione infatti il club, dopo aver eliminato anche la Juventus, riesce a prevalere sul Leeds Utd nel doppio decisivo confronto. Sempre in questo periodo, quando tra le file ci sono anche Mladen Ramljak, Krasnodar Rora, Slaven Zambata, Rudolf Belin e Zlatko Škorić, il club raggiunge in due occasioni i quarti in Coppa delle Coppe, nell'edizione 1964-1965 e in quella del 1969-1970; viene eliminato rispettivamente da Torino e Schalke 04

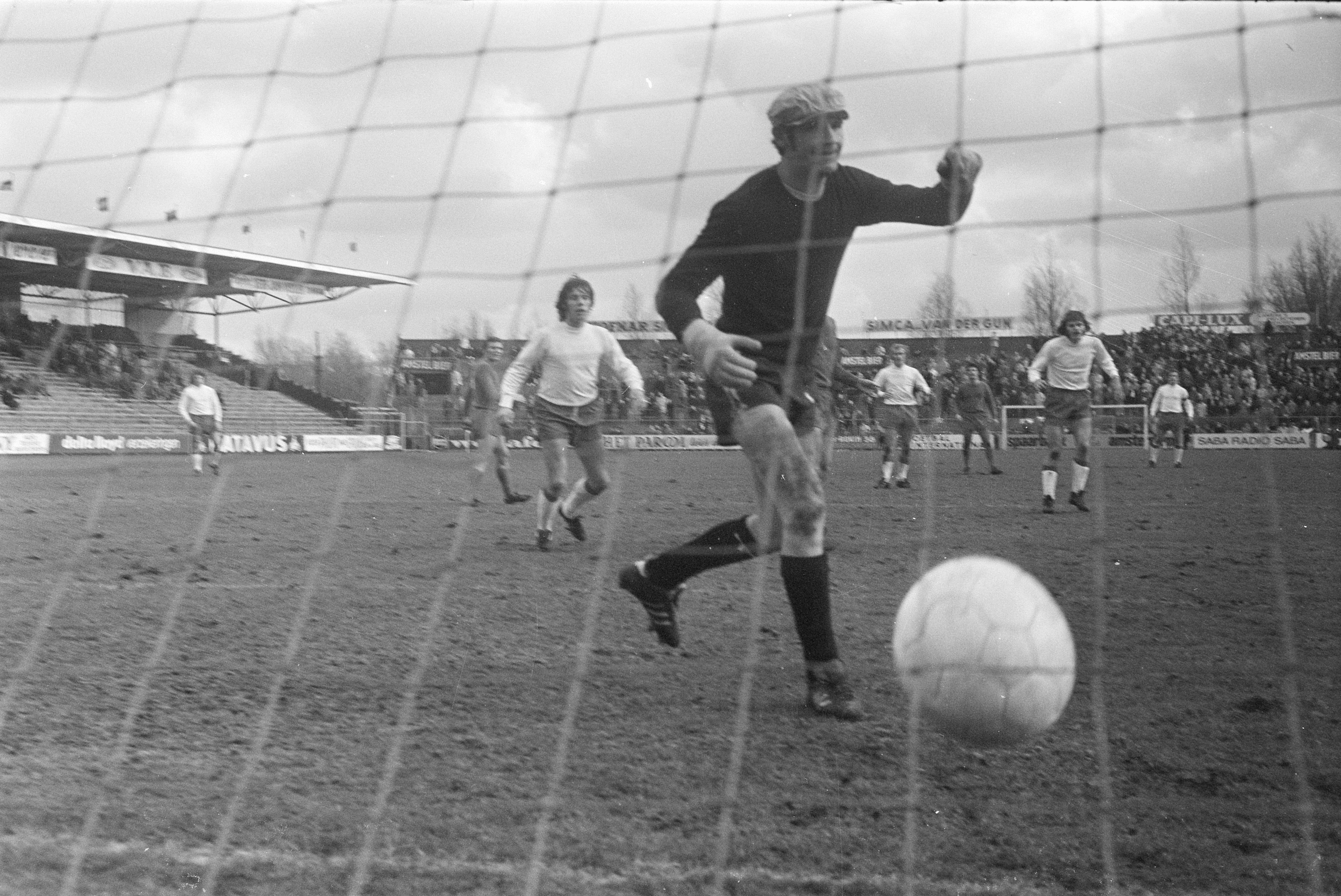
Amichevole con l' nel 1971.

Gli anni settanta sono meno densi di successi, ad ogni modo la Dinamo continua a finire spesso nelle prime posizione in campionato; si qualifica perciò in più occasioni alle competizioni europee, pur non facendovi molta strada, ma nel 1976 conquista il secondo trofeo internazionale, la Coppa dei Balcani.
Per vedere il club tornare al successo in campionato bisogna attendere il 1982, quando arriva la vittoria di un altro titolo nazionale; questo è seguito da un'altra poco fortunata avventura nella Coppa dei Campioni (eliminazione nel primo turno per mano dello Sporting Lisbona), tuttavia a fine stagione viene alzata al cielo la settima Coppa nazionale. In questo periodo ci sono in squadra anche Srećko Bogdan, Zlatko Kranjčar, Snješko Cerin, Borislav Cvetković e Marko Mlinarić e, più tardi, Davor Šuker e Srečko Katanec.
Intanto però la Jugoslavia è attraversata da forti tensioni, che si riflettono anche nel calcio e che porteranno il Paese alla dissoluzione. Un episodio emblematico in questo senso accade il 13 maggio 1990 a Zagabria, dove, in occasione della partita contro la Stella Rossa si verificano una serie di incidenti e scontri nei quali viene coinvolto anche il giovane capitano Zvonimir Boban. Il club, al pari degli altri croati e di quelli sloveni, disputa l'ultimo campionato jugoslavo nella stagione 1990-1991: è al terzo posto nella classifica perpetua della Prva Liga Jugoslava, dietro a Stella Rossa e Partizan

### Il periodo indipendentista croato

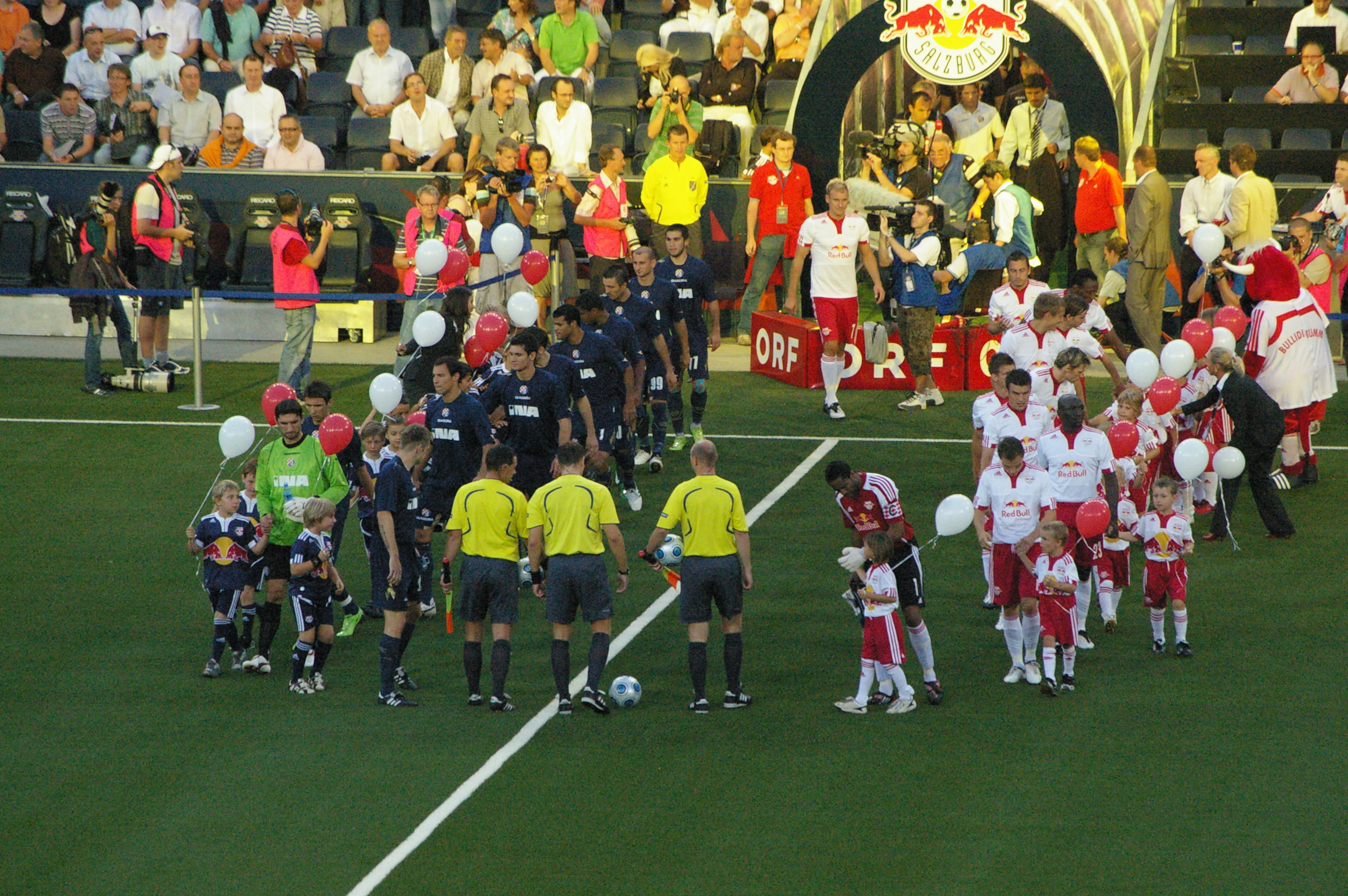
La Dinamo Zagabria in campo con il nel terzo turno preliminare della UEFA Champions League 2009-2010.

Partecipa quindi al neonato campionato croato col nome di HAŠK-Građanski, presto mutato in Croatia Zagreb. Con quest'ultima denominazione vince il primo titolo croato nel 1992-1993, avendo in rosa anche Dražen Ladić, Igor Cvitanović, Mario Stanić e Dario Šimić; il successo di tre anni dopo coincide, invece, con il primo double. Dopo aver vinto altri due titoli, la squadra centra la prima qualificazione alla fase a gironi della UEFA Champions League per nell'edizione 1998-1999, potendo contare anche su Robert Prosinečki. Stante il formato del torneo in vigore all'epoca, però, il secondo posto davanti ad Ajax e Porto non è sufficiente per proseguire il cammino. L'anno successivo il cammino in Champions si chiude con l'ultimo posto in classifica.
L'ingresso nel nuovo millennio porta il ritorno della vecchia denominazione Dinamo; il club torna al successo nel campionato 2002-2003 e intanto è già la squadra più vincente a livello nazionale. Raggiunge il traguardo dei dieci successi al termine del torneo 2007-2008, quando ci sono in campo anche Mario Mandžukić e Luka Modrić, ma deve aspettare altri quattro anni per tornare a giocare in UEFA Champions League: nel 2011-2012 chiude il girone all'ultimo posto con zero punti e una differenza reti di -19. Non va molto meglio nel 2012-2013, quando in rosa c'è anche Marcelo Brozović, e nel 2016-2017.
La Dinamo raggiunge i venti titoli vincendo il campionato 2018-2019 e l'anno seguente accede nuovamente alla fase a gruppi della UEFA Champions League. Nella stagione successiva i croati raggiungono i quarti di finale di Europa League. Nel 2023-2024 la Dinamo si aggiudica il campionato croato per la venticinquesima volta.

## L'accordo con la Lokomotiva Zagreb
Nel 2006 la Dinamo Zagreb ha stretto un accordo di simbiosi con la Lokomotiva Zagreb, società all'epoca militante nel torneo locale di quarta serie croata, che è divenuta sua procacciatrice di giovani talenti. Per effetto dell'accordo la Lokomotiva Zagreb ha ottenuto un ingente afflusso finanziario e un notevole innalzamento tecnico, che le ha consentito tre promozioni consecutive fino a raggiungere la massima categoria nel 2009.
La permanenza ad alti livelli della Lokomotiva Zagreb nella massima serie, ha determinato forti polemiche nei confronti della Dinamo Zagabria poiché eserciterebbe il controllo di campionato e la federazione calcistica nazionale.

## Colori e simboli

### Colori
I colori della maglia della Dinamo Zagabria sono il blu, che è il principale, e il bianco.

### Simboli ufficiali

#### Stemma
Il simbolo della Dinamo Zagabria è composto da un cerchio diviso diagonalmente a metà: nella parte a sinistra ci sono gli scacchi bianchi e rossi come nello stemma della Croazia, mentre nell'altra campeggia una "d" bianca su sfondo blu.

Il secondo logo della Croatia Zagabria in uso dal 1996 al 1998
Stemma celebrativo del 2011
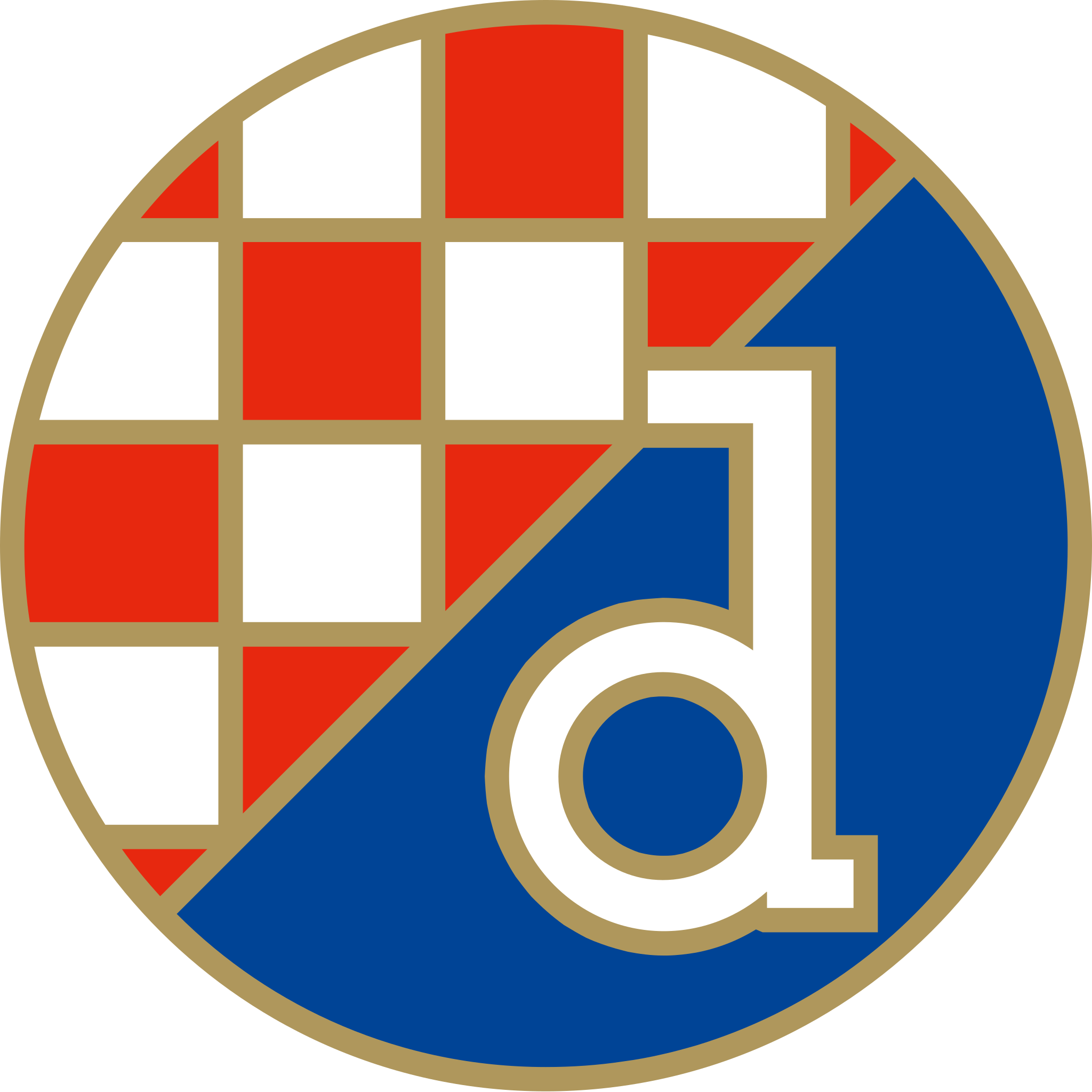
Il logo adoperato dal 2012
Stemma adoperato nel 2020

## Strutture

### Stadio

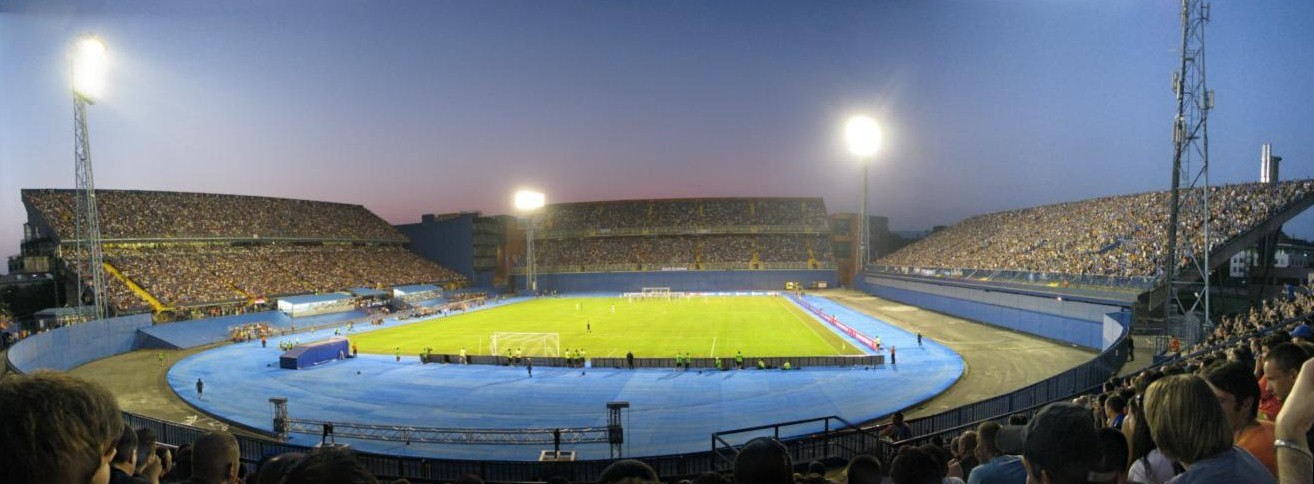
Veduta panoramica dello Stadio Maksimir.

Dal 1948 il club disputa le proprie gare interne nello Stadio Maksimir, che può ospitare 35.123 spettatori. Sorge nei sobborghi a nord-est di Zagabria, nelle vicinanze del "Parco Maksimir" e dello zoo cittadino, ed è stato costruito nel 1912; venne utilizzato in precedenza dall'HAŠK Zagabria, uno dei club che si è unito nel 1945 per formare la Dinamo. Nella sua storia ha ospitato anche due partite del campionato d'Europa 1976, inclusa la finale per il terzo posto.
Il primo terreno di gioco è stato però lo Stadion Koturaška, che era del Građanski Zagabria

## Allenatori e presidenti
Tutti gli allenatori del club:
- 1945-1947  Márton Bukovi
- 1947-1948  Mirko Kokotović (01 lug.-31 dic.)
 Ivan Jazbinšek (01 gen.-30 giu.)
- 1948-1949  Ivan Jazbinšek (01 lug.-31 gen.)
 Karl Mütsch (01 feb.-30 giu.)
- 1948-1949  Bruno Knežević
- 1950-1952  Bernard Hügl
- 1952-1953  Milan Antolković
- 1953-1955  Ivan Jazbinšek
- 1955-1956  Ivan Jazbinšek (01 lug.-31 dic.)
 Bogdan Cuvaj (01 gen.-30 giu.)
- 1956-1957  Milan Antolković
- 1957-1959  Gustav Lechner
- 1959-1960  Milan Antolković
- 1960-1961  Márton Bukovi
- 1961-1964  Milan Antolković
- 1964-1965  Vlatko Konjevod
- 1965-1967  Branko Zebec
- 1967-1970  Ivica Horvat
- 1970-1971  Zlatko Čajkovski
- 1971-1972  Dražan Jerković
- 1972-1973  Stjepan Bobek (01 lug.-31 dic.)
 Domagoj Kapetanović (01 gen.-30 giu.)
- 1973-1974  Ivan Marković
- 1974-1977  Mirko Bazić
- 1977-1978  Rudolf Belin
- 1978-1980  Vlatko Marković
- 1980-1981  Ivan Marković (01 lug.-25 nov.)
 Miroslav Blažević (26 nov.-30 giu.)
- 1981-1983  Miroslav Blažević
- 1983-1984  Miroslav Blažević (01 lug.-09 ago.)
 Rudolf Belin (18 ago.-31 dic.)
 Vlatko Marković (01 gen.-25 apr.)
 Branko Zebec (28 apr.-30 giu.)
- 1984-1985  Branko Zebec (01 lug.-01 ott.)
 Tomislav Ivić (02 ott.-30 giu.)
- 1985-1988  Miroslav Blažević
- 1988-1989  Josip Skoblar (01 lug.-06 mag.)
 Rudolf Belin (07 mag.-30 giu.)
- 1989-1990  Josip Kuže
- 1990-1991  Vlatko Marković
- 1991-1992  Zdenko Kobeščak
- 1992-1994  Miroslav Blažević
- 1994-1995  Ivan Bedi (01 lug.-30 set.)
 Zlatko Kranjčar (01 ott.-30 giu.)
- 1995-1996  Zlatko Kranjčar
- 1996-1997  Otto Barić
- 1997-1998  Marijan Vlak (01 lug.-15 feb.)
 Zlatko Kranjčar (16 feb.-30 giu.)
- 1998-1999  Zlatko Kranjčar (01 lug.-24 ott.)
 Velimir Zajec (25 ott.-30 giu.)
- 1999-2000  Osvaldo Ardiles (01 lug.-27 ott.)
 Marijan Vlak (28 ott.-30 giu.)
- 2000-2001  Marijan Vlak (01 lug.-31 dic.)
 Ilija Lončarević (01 gen.-30 giu.)
- 2001-2002  Ilija Lončarević (01 lug.-13 apr.)
 Marijan Vlak (14 apr.-30 giu.)
- 2002-2003  Miroslav Blažević
- 2003-2004  Nikola Jurčević
- 2004-2005  Nikola Jurčević (01 lug.-31 ago.)
 Nenad Gračan (01 set.-21 nov.)
 Ilija Lončarević (22 nov.-22 mar.)
 Zvjezdan Cvetković (23 mar.-01 giu.)
- 2005-2006  Josip Kuže
- 2006-2007  Josip Kuže (01 lug.-06 nov.)
 Branko Ivanković (07 nov.-30 giu.)
- 2007-2008  Branko Ivanković (01 lug.-14 gen.)
 Zvonimir Soldo (14 gen.-30 giu.)
- 2008-2009  Branko Ivanković (01 lug.-25 nov.)
 Marijan Vlak (26 nov.-04 mar.)
 Krunoslav Jurčić (05 mar.-30 giu.)
- 2009-2010  Krunoslav Jurčić
- 2010-2011  Velimir Zajec (01 lug.-09 ago.)
 Vahid Halilhodžić (16 ago.-24 mag.)
 Krunoslav Jurčić (26 mag.-30 giu.)
- 2011-2012  Krunoslav Jurčić (01 lug.-07 dic.)
 Ante Čačić (23 dic.-30 giu.)
- 2012-2013  Ante Čačić (01 lug.-26 nov.)
 Krunoslav Jurčić (27 nov.-30 giu.)
- 2013-2014  Krunoslav Jurčić (01 lug.-21 ago.)
 Zoran Mamić (22 ago.-02 set.)
 Branko Ivanković (03 set.-21 ott.)
 Zoran Mamić (22 ott.-30 giu.)
- 2014-2015  Zoran Mamić
- 2015-2016  Zoran Mamić (01 lug.-05 lug.)
 Damir Krznar (06 lug.-15 lug.)
 Zoran Mamić (16 lug.-30 giu.)
- 2016-2017  Zlatko Kranjčar (01 lug.-19 set.)
 Željko Sopić (19 set.-28 set.)
 Ivaylo Petev (29 set.-30 giu.)
- 2017-2018  Ivaylo Petev (01 lug.-12 lug.)
 Mario Cvitanović (13 lug.-10 mar.)
 Nikola Jurčević (12 mar.-14 mag.)
 Nenad Bjelica (15 mag.-30 giu.)
- 2018-2019  Nenad Bjelica
- 2019-2020  Nenad Bjelica (01 lug.-16 apr.)
 Igor Jovićević (22 apr.-06 lug.)
 Zoran Mamić (07 lug.-31 lug.)
- 2020-2021  Zoran Mamić (01 ago.-15 mar.)
 Damir Krznar (15 mar.-30 giu.)
- 2021-2022  Damir Krznar (01 lug.-01 dic.)
 Željko Kopić (02 dic.-21 apr.)
 Ante Čačić (21 apr.-30 giu.)
- 2022-2023  Ante Čačić (01 lug.-06 apr.)
 Igor Bišćan (06 apr.-18 ago.)
- 2023-2024  Sergej Jakirović (21 ago.-30 mag,)
- 2024-2025  Sergej Jakirović (01 lug .-20 set,)
 Nenad Bjelica (26 set.-22 dic.)
 Fabio Cannavaro (29 dic.- )

## Calciatori
Capocannonieri della Prva Liga 
- Franjo Wölfl (1947,1948)
- Dražan Jerković (1962)
- Snješko Cerin (1982)

 Capocannonieri della 1. HNL 
- Tomo Šokota (2000-2001)
- Ivica Olić (2003)
- Ivan Bošnjak (2006)
- Mario Mandžukić (2009)
- Fatos Bećiraj (2012)
- Duje Čop (2014)
- Ángelo Henríquez (2015)
- Hillal Soudani (2018)

 Calciatore jugoslavo dell'anno 
- Vilson Džoni (1978)
- Velimir Zajec (1979,1984)
- Marko Mlinarić (1987)

 Calciatore croato dell'anno 
- Zvonimir Boban (1991)
- Robert Prosinečki (1997)
- Eduardo (2004)
- Luka Modrić (2007,2008)

 Vincitori di titoli 
Campioni d'Europa
- Eduardo (Francia 2016)

Campioni del Sudamerica
- Ángelo Henríquez (Cile 2015)

## Palmarès

### Competizioni nazionali
- Campionato jugoslavo: 4

1947-1948, 1953-1954, 1957-1958, 1981-1982
- Coppa di Jugoslavia: 7

1951, 1960, 1963, 1965, 1969, 1980, 1983
- Campionato croato: 25  (record)

1992-1993, 1995-1996, 1996-1997, 1997-1998, 1998-1999, 1999-2000, 2002-2003, 2005-2006, 2006-2007, 2007-2008, 2008-2009, 2009-2010, 2010-2011, 2011-2012, 2012-2013, 2013-2014, 2014-2015, 2015-2016, 2017-2018, 2018-2019, 2019-2020, 2020-2021, 2021-2022, 2022-2023, 2023-2024
- Coppa di Croazia: 17  (record)

1993-1994, 1995-1996, 1996-1997, 1997-1998, 2000-2001, 2001-2002, 2003-2004, 2006-2007, 2007-2008, 2008-2009, 2010-2011, 2011-2012, 2014-2015, 2015-2016, 2017-2018, 2020-2021, 2023-2024
- Supercoppa di Croazia: 8  (record)

2002, 2003, 2006, 2010, 2013, 2019, 2022, 2023

### Competizioni internazionali
- Coppa delle Fiere: 1  (record jugoslavo)

1966-1967

### Altre competizioni
- Coppa dei Balcani per club: 1

1976

### Competizioni giovanili
- Blue Stars/FIFA Youth Cup: 1

2018
- Juniorsko prvenstvo Jugoslavije u nogometu: 5

1949-1950, 1954-1955, 1971-1972, 1972-1973, 1973-1974
- Omladinski kup Jugoslavije u nogometu: 2

1966-1967, 1972-1973
- Juniorsko prvenstvo Hrvatske u nogometu: 12

1999-2000, 2000-2001, 2001-2002, 2002-2003, 2008-2009, 2009-2010, 2010-2011, 2015-2016, 2017-2018, 2018-2019, 2022-2023, 2023-2024
- Kup Hrvatske u nogometu za juniore: 5

1999-2000, 2000-2001, 2002-2003, 2003-2004, 2020-2021
- Torneo Internazionale Nereo Rocco: 2

2002, 2009

## GNK Dinamo II
Dalla stagione 2014-15 è stata istituita la seconda squadra della Dinamo conosciuta come Dinamo II. Al pari delle seconde squadre di Rijeka e Hajduk è stata in inserita in Terza Divisione e non può partecipare alla Coppa Nazionale né essere promossa nella stessa categoria della "Prima Squadra". È composta da giocatori fra i 18 e i 21 anni, nelle partite ufficiali possono giocare solo 5 "fuori quota".

## Statistiche e record

### Partecipazione ai campionati e ai tornei internazionali

#### Campionati nazionali
Il club gioca diverse stagioni della Prva Liga jugoslava, dove riporta quattro successi senza mai retrocedere. Qui rimane fino all'edizione 1990-1991, al termine della quale lascia il campionato per partecipare al neonato torneo croato: dopo una prima edizione non ufficiale viene ammesso nella 1. HNL, risultando qui la squadra più titolata.
Dalla nascita alla stagione 2023-2024 compresa il club ha ottenuto le seguenti partecipazioni ai campionati nazionali:
| Livello | Categoria | Partecipazioni | Debutto   | Ultima stagione | Totale |
| ------- | --------- | -------------- | --------- | --------------- | ------ |
| 1º      | Prva Liga | 45             | 1946-1947 | 1990-1991       | 78     |
| 1º      | 1. HNL    | 33             | 1992      | 2023-2024       | 78     |

#### Tornei internazionali
Il club ha vinto due trofei internazionali, la Coppa delle Fiere 1966-1967, conquistata dopo aver eliminato anche la Juventus nei quarti ed aver battuto in finale il Leeds Utd, e la Coppa dei Balcani 1976. Ha disputato anche la finale della Coppa delle Fiere 1962-1963, dove è stato però battuto dal Valencia, e la semifinale della Coppa delle Coppe 1960-1961, ma a passare è stata la Fiorentina che poi vincerà il trofeo. La squadra di Zagabria è arrivata in due occasioni fino ai quarti in questa manifestazione: nell'edizione 1964-1965 e in quella del 1969-1970: viene qui eliminata rispettivamente dal Torino e dal Schalke 04
In tempi recenti i croati hanno giocato per la prima volta nella fase a gruppi della Champions League nell'edizione 1998-1999: in base al formato dell'epoca, però, il secondo posto davanti a Ajax e Porto non è stato sufficiente per proseguire il cammino. Nelle ultime stagioni sono una presenza quasi costante nelle fasi di qualificazione alla massima competizione europea.
Alla stagione 2022-2023 il club ha ottenuto le seguenti partecipazioni ai tornei internazionali:
| Categoria                                | Partecipazioni | Debutto   | Ultima stagione |
| ---------------------------------------- | -------------- | --------- | --------------- |
| Coppa dei Campioni/UEFA Champions League | 24             | 1958-1959 | 2022-2023       |
| Coppa delle Coppe                        | 9              | 1960-1961 | 1994-1995       |
| Coppa UEFA/UEFA Europa League            | 26             | 1971-1972 | 2021-2022       |

### Statistiche individuali
Il giocatore con più presenze nelle competizioni europee è Sammir a quota 76, mentre il miglior marcatore è Igor Cvitanović con 15 gol.

### Statistiche di squadra
A livello internazionale la miglior vittoria è per 6-0, ottenuta in due occasioni: contro lo Zalaegerszeg nel primo turno della Coppa UEFA 2002-2003 e contro il B68 Toftir nel primo turno preliminare della UEFA Champions League 1993-1994, mentre la peggior sconfitta è per 9-2, subita contro il Bayern Monaco nella fase campionato della UEFA Champions League 2024-2025.

## Tifoseria

### Storia

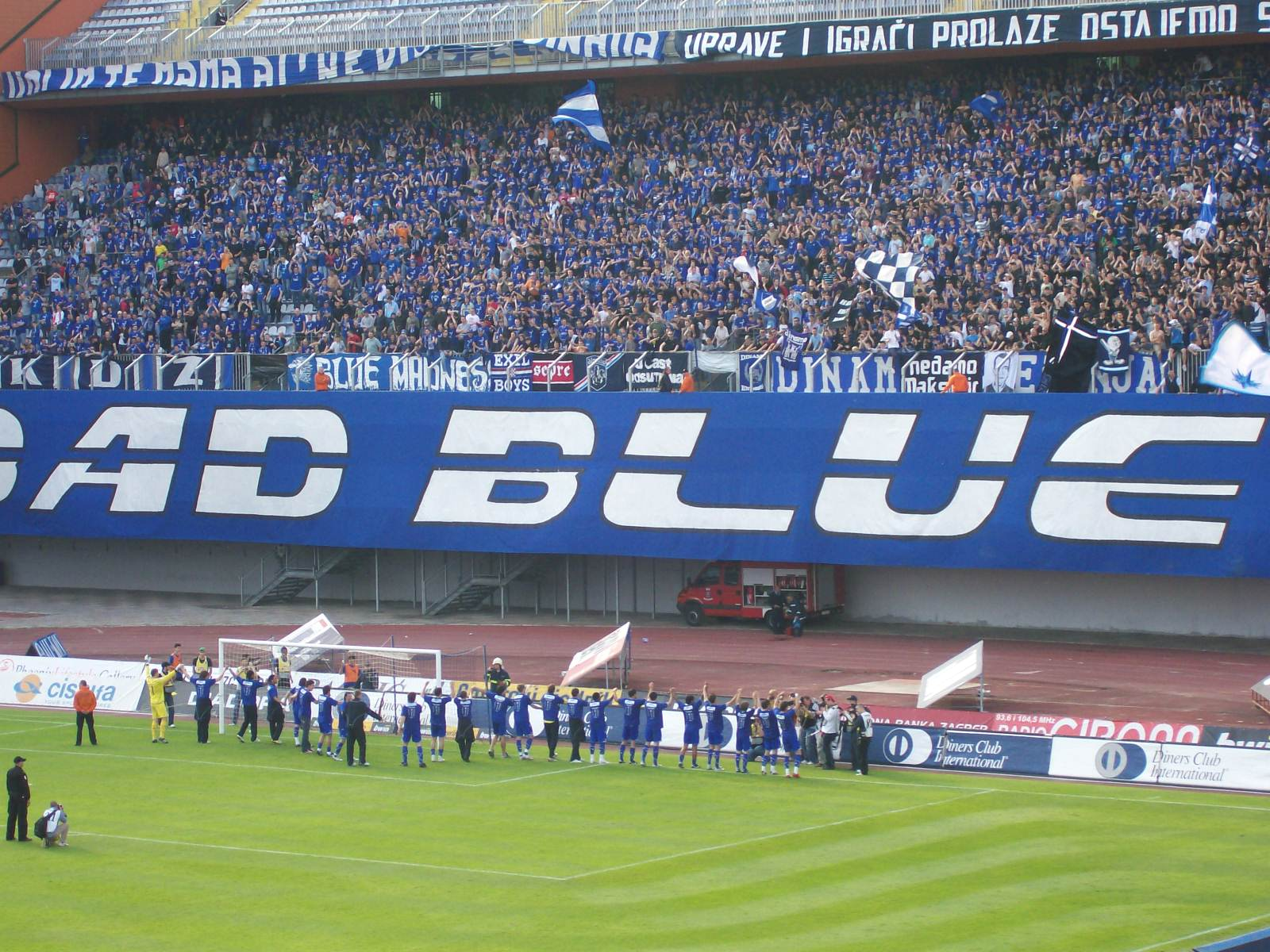
Tifosi del club.

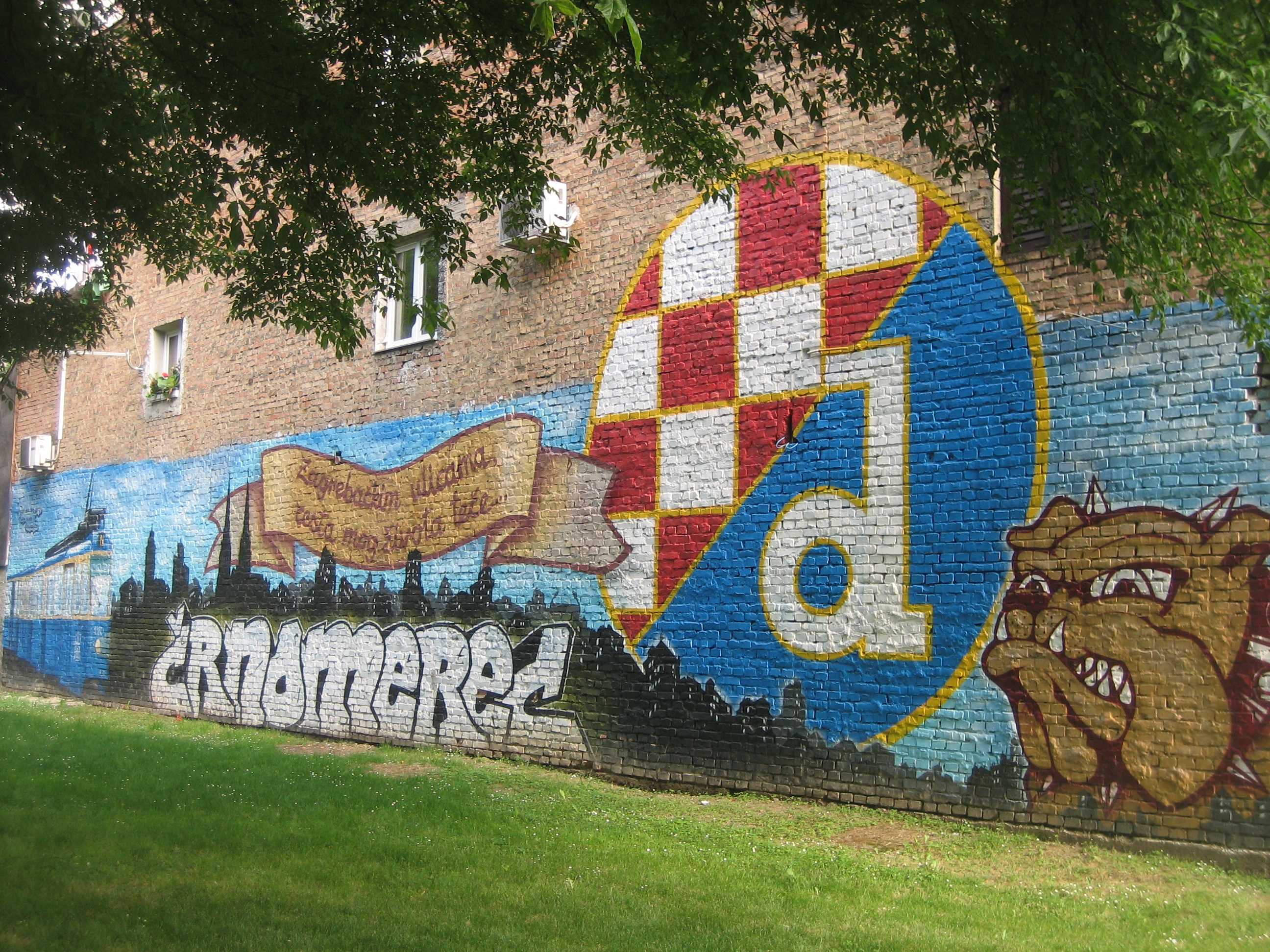
Murale inneggiante al club sui muri di Zagabria

Sebbene durante tutta la storia del club si siano formati numerosi gruppi di tifosi, curiosamente il primo gruppo ad emergere in modo organico ed organizzato fu il club di tifosi sorto nella "rivale" Spalato nel 1950, la Torcida Split dell'Hajduk Spalato. Il primo gruppo organizzato dei Modri a formarsi è quello dei Bad Blue Boys nati nel 1986, conosciuti anche come "BBB", che riprende il nome di un film del 1983, Bad Boys.
I Bad Blue Boys sono conosciuti per il lungo elenco di incidenti causati in diversi stadi europei. Nel 2008 si sono resi protagonisti di violenti scontri, lancio di fumogeni e altri oggetti all'interno del campo da gioco, durante la gara di Coppa UEFA contro l'Udinese. Nella trasferta di Timișoara, il 1º ottobre 2009, la Dinamo Zagreb è stata penalizzata di 3 punti nel girone di UEFA Europa League, dovendo disputare le due successive gare europee casalinghe a porte chiuse. La partita di Timişoara era stata vinta per 3-0 dalla compagine di Zagabria; in seguito, avendo vinto il ricorso, i tre punti vennero riassegnati ai croati.
Incidenti tra tifosi si sono verificati anche a San Siro nel 2019 con i tifosi bergamaschi, per la partita valevole ai gironi di Champions League finita poi con la vittoria dell'Atalanta, mentre all'andata vittoria per 4-0 da parte dei croati.

### Gemellaggi e rivalità
La tifoseria della Dinamo Zagabria ha un'accesa rivalità con le tifoserie di Stella Rossa Belgrado, Partizan Belgrado e Hajduk Spalato, mentre è gemellata con gli ultras del Panathinaikos e della Roma.

## Organico

### Rosa 2025-2026
Rosa e numerazione aggiornate al 23 luglio 2025.
| N. |                       | Ruolo | Calciatore            |
| -- | --------------------- | ----- | --------------------- |
| 1  | Croazia (bandiera)    | P     | Danijel Zagorac       |
| 2  | Croazia (bandiera)    | D     | Moreno Živković       |
| 3  | Croazia (bandiera)    | D     | Bruno Goda            |
| 4  | Spagna (bandiera)     | D     | Raúl Torrente         |
| 6  | Spagna (bandiera)     | C     | Gonzalo Villar        |
| 7  | Croazia (bandiera)    | C     | Luka Stojković        |
| 9  | Croazia (bandiera)    | A     | Dion Drena Beljo      |
| 10 | Croazia (bandiera)    | C     | Gabriel Vidović       |
| 11 | Albania (bandiera)    | A     | Arbër Hoxha           |
| 14 | Croazia (bandiera)    | C     | Marko Soldo           |
| 15 | Croazia (bandiera)    | D     | Niko Galešić          |
| 17 | Croazia (bandiera)    | A     | Sandro Kulenović      |
| 18 | Francia (bandiera)    | D     | Ronaël Pierre-Gabriel |
| 19 | Colombia (bandiera)   | A     | Juan Córdoba          |
| 20 | Croazia (bandiera)    | C     | Robert Mudražija      |
| 21 | Croazia (bandiera)    | A     | Mateo Lisica          |
| 22 | Svezia (bandiera)     | D     | Matteo Pérez Vinlöf   |
| 23 | Portogallo (bandiera) | A     | Cardoso Varela        |

| N. |                     | Ruolo | Calciatore                |
| -- | ------------------- | ----- | ------------------------- |
| 24 | Croazia (bandiera)  | A     | Lovre Kulušić             |
| 25 | Croazia (bandiera)  | D     | Moris Valinčić            |
| 26 | Scozia (bandiera)   | D     | Scott McKenna             |
| 27 | Croazia (bandiera)  | C     | Josip Mišić               |
| 28 | Francia (bandiera)  | D     | Kévin Théophile-Catherine |
| 30 | Croazia (bandiera)  | A     | Fran Topić                |
| 31 | Croazia (bandiera)  | C     | Marko Bulat               |
| 33 | Croazia (bandiera)  | P     | Ivan Nevistić             |
| 35 | Croazia (bandiera)  | D     | Noa Mikić                 |
| 36 | Spagna (bandiera)   | D     | Sergi Domínguez           |
| 44 | Croazia (bandiera)  | P     | Ivan Filipović            |
| 55 | Croazia (bandiera)  | D     | Dino Perić                |
| 66 | Croazia (bandiera)  | C     | Branko Pavić              |
| 70 | Croazia (bandiera)  | A     | Dario Špikić              |
| 77 | Austria (bandiera)  | C     | Dejan Ljubicic            |
| 86 | Croazia (bandiera)  | D     | Leon Jakirović            |
| 88 | Croazia (bandiera)  | P     | Nikola Čavlina            |
|    | Slovenia (bandiera) | C     | Miha Zajc                 |